# Mordfall Christin Rexin

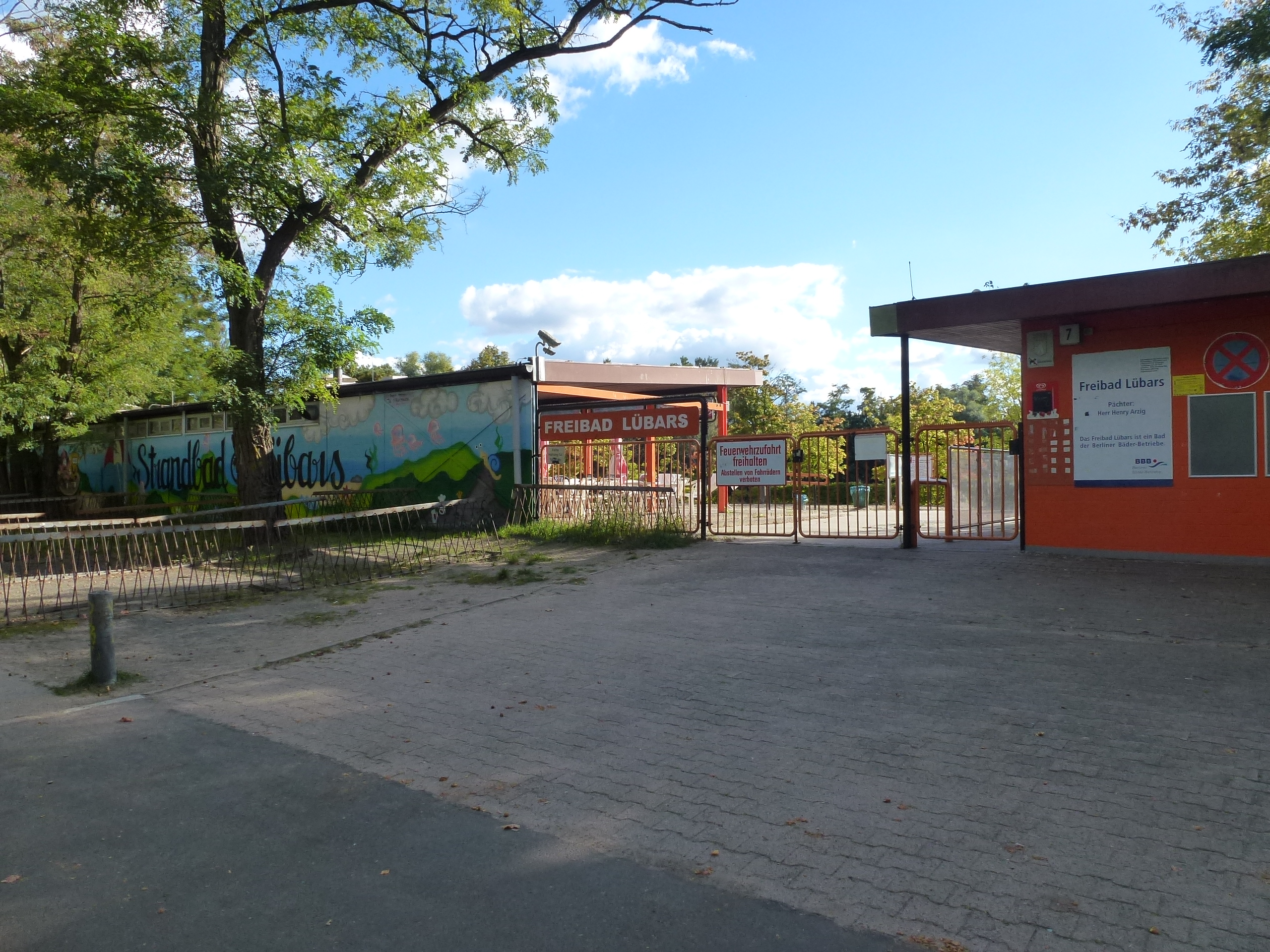
Tatort war der Parkplatz des Freibades Lübars

Der Mord an Christin R. ereignete sich in der Nacht vom 20. auf den 21. Juni 2012 in Berlin-Lübars. Bei dem Opfer handelte es sich um eine 21-jährige Pferdewirtin. Am 29. Januar 2015 befand das Landgericht Berlin fünf Personen des Mordes bzw. der Anstiftung zum Mord an der 21-Jährigen für schuldig. Die Richter kamen zu dem Schluss, dass die Tötung aus Habgier erfolgt war und verurteilten die Angeklagten Robin und Cornelia H., Steven M. sowie Sven L. zu lebenslangen Freiheitsstrafen. Bei Robin und Cornelia H. wurde zudem die besondere Schwere der Schuld festgestellt. Die Angeklagte Tanja L. erhielt eine Freiheitsstrafe von 14 Jahren und sechs Monaten. Das Urteil wurde 2016 rechtskräftig.
2018 wurde der Fall in einer Radiodokumentation und einem Dokumentarfilm fürs Fernsehen verarbeitet.

## Vorgeschichte
Christin R., die in Lübars aufgewachsen war, beendete ihre Schulzeit mit der Mittleren Reife. Sie absolvierte eine Ausbildung zur Pferdewirtin auf einem Hof in Oranienburg, wo sie den zwei Jahre älteren Springturnierreiter Robin H. kennenlernte, mit dem sie im Frühjahr 2011 eine Beziehung einging. Der aus Leck (Nordfriesland) stammende Robin H. hatte im Münsterland eine Ausbildung zum Bereiter absolviert und träumte davon, einen eigenen Reiterhof zu erwerben und durch die Zucht sowie den Verkauf hochwertiger Pferde vermögend zu werden. Im Herbst 2011 zog das Paar auf einen Pferdehof mit 2,5 Hektar Land in Wutzetz im Havelland, den die Bankfinanzberaterin Cornelia H. – die Mutter von Robin H. – gepachtet hatte, um ihren Sohn bei der Verwirklichung seines Traums zu unterstützen. Nachdem Cornelia H. in finanzielle Schwierigkeiten geraten war und die monatliche Pacht nicht mehr bezahlen konnte, kündigte der Verpächter des Hofes den Pachtvertrag. Auch zur Begleichung der Rechnungen für Strom, Autoversicherung und den Tierarzt waren Cornelia und Robin H. damals nicht in der Lage. Bereits in der Vergangenheit hatten die beiden Finanzierungsprobleme bei einem von ihnen geplanten Kauf eines Hofes gehabt, weshalb der schon unterschriebene Kaufvertrag rückabgewickelt worden war.
Im November 2011 willigte Christin R. ein, eine Risikolebensversicherung über knapp 250.000 Euro abzuschließen, um Robin H. – mit dem sie inzwischen verlobt war – für den Falle ihres Todes abzusichern. Hierzu ließ sie sich ärztlich untersuchen und unterschrieb am 1. Dezember 2011 den Versicherungsvertrag. Ab Dezember 2011 schlossen Robin und Cornelia H. über einen Versicherungsmakler weitere sieben Risikolebensversicherungen bei unterschiedlichen Versicherungsgesellschaften für Christin R. ab. Die Gesamtsumme der Versicherungen belief sich auf 2,445 Millionen Euro. Bei allen Verträgen wurde Robin H. als Begünstigter eingesetzt. Die Versicherungsverträge waren, ohne das Wissen von Christin R., mit gefälschten Unterschriften geschlossen worden.

## Gescheiterte Mordversuche
Am 4. April (nach anderen Quellen am 9. April) 2012 unternahm Cornelia H. laut dem Urteil des Landgerichts Berlin einen ersten Mordversuch, um ihrem Sohn das Geld aus den Risikolebensversicherungen zu verschaffen. Während Robin H. zu einer videoüberwachten Tankstelle fuhr, um sich ein Alibi zu verschaffen, stieß seine Mutter Christin R. zu Hause unvermittelt ein Messer in den Rücken, wobei sie jedoch keine inneren Organe verletzte. Christin R. setzte sich zur Wehr, woraufhin H. von ihr abließ und sich verwirrt und orientierungslos stellte. Als Robin H. zurückkehrte, brachte er Christin R. in ein Krankenhaus, wo sie mehrere Tage auf der Intensivstation behandelt werden musste. Nach dem Angriff zog Christin R. zurück zu ihren Eltern nach Lübars und erstattete Strafanzeige gegen die Mutter ihres Verlobten. Das daraufhin eingeleitete Ermittlungsverfahren wegen gefährlicher Körperverletzung wurde schließlich eingestellt, da die Polizei damals annahm, dass sich Cornelia H. zum Tatzeitpunkt in psychisch gestörter Verfassung befunden hatte. Cornelia H. hatte behauptet, eine Art Blackout erlitten zu haben. Trotz des Vorfalls brach Christin R. den Kontakt zu Robin H. nicht ab.
Ein weiterer Tötungsversuch erfolgte laut dem Geständnis der Angeklagten Tanja L. am 8. Juni 2012. Robin H. hatte die aus Dorsten stammende, damals Mitte 20-jährige Hobby-Reiterin L. gebeten, Christin R. zu vergiften und ihr als Gegenleistung 50.000 Euro in Aussicht gestellt. Tanja L., die sich eine gemeinsame Zukunft mit Robin H. erhoffte, verabredete sich daraufhin – unter dem Vorwand, ein Pferd kaufen zu wollen – mit Christin R. auf dem Parkplatz eines Schnellrestaurants. Dort tranken die beiden Frauen Sekt aus Kunststoffbechern. Den Becher von Christin R. hatte Tanja L. mit Kaliumchlorid versetzt, welches Robin H. in einer Apotheke erworben hatte. Zuvor hatten er und seine Mutter Internetrecherchen nach Medikamenten und Giften betrieben. Im späteren Mordprozess behauptete Cornelia H., dass das Kaliumchlorid nicht für Christin R., sondern als Nahrungsergänzungsmittel für Pferde bestimmt gewesen sei. Der zweite Mordversuch scheiterte ebenfalls, da Kaliumchlorid in die Blutbahn injiziert werden muss, um seine Letalität zu entfalten.
Nach dem zweiten gescheiterten Mordversuch fragte Tanja L. ihren in Dortmund lebenden Bruder Sven L., ob er jemanden kenne, der einen Auftragsmord begehen würde. Der wegen kleinerer Delikte vorbestrafte Sven L. stellte daraufhin den Kontakt zu Steven M. her, den er in einer Einrichtung des Betreuten Wohnens kennengelernt hatte. Der damals 22-jährige M., der wegen Sachbeschädigung vorbestraft war, wurde von Zeugen als „anlehnungsbedürftig“ sowie „aggressiv-gehemmt“ beschrieben und erklärte sich bereit, Christin R. für 500 Euro zu ermorden. Sven L. erhielt für die Vermittlung ebenfalls 500 Euro. Tanja L. holte Steven M. mit dem Auto aus Dortmund ab und fuhr ihn nach der Tat von Berlin zurück.

## Tathergang
Die Nacht vom 19. auf den 20. Juni 2012 verbrachte Robin H. bei Christin R. im Haus ihrer Eltern. Wenige Stunden später schickte er eine SMS an Tanja L., in der es hieß: „Kein Fehlschlag bitte, ein drittes Mal ist unmöglich.“ Am Nachmittag des 20. Juni 2012 vereinbarten Robin H. und Christin R., sich auf dem Parkplatz des Freibades von Lübars zu treffen, wo Steven M. in einem Versteck darauf wartete, den Mord ausführen zu können. Da Christin R. mit einer Freundin zu der Verabredung erschien und die beiden Frauen nach einer kurzen Unterhaltung mit Robin H. wieder gingen, schien es zunächst, als würde auch der dritte Mordversuch scheitern. 
Robin H. rief Christin R. jedoch an und bestellte sie erneut zum Parkplatz. Er behauptete, dass er ihr einen Scheck geben wolle, da er ihr noch Geld schuldete, und dass Tanja L. ebenfalls anwesend sei und sich über ein Wiedersehen freuen würde. Nach Auffassung des Gerichts habe H. das Opfer dadurch in Sicherheit wiegen wollen. Christin R. sei arg- und wehrlos gewesen, weil sie Tanja L. vertraut habe. Kurz nach Mitternacht kehrte Christin R. – dieses Mal ohne Begleitung – zum Freibad zurück, wo sie von Steven M. attackiert und mit einem Seil erdrosselt wurde. Robin H. und Tanja L. waren während des minutenlangen Todeskampfs des Opfers zugegen. Auch Sven L. hielt sich zu diesem Zeitpunkt am Tatort auf, wie die Auswertung von Funkdaten seines Mobiltelefons später ergab.

## Festnahmen
Die Leiche der 21-Jährigen wurde am Morgen des 21. Juni 2012 von einer Spaziergängerin gefunden. Die Polizei, die zunächst von einer „Beziehungstat“ ausging, nahm noch am selben Tag Robin H. als dringend Tatverdächtigen fest. Eine Woche nach dem Mord wurde Steven M., der laut Zeugen mit der Tat geprahlt haben soll, in seiner Wohnung in Dortmund verhaftet, Cornelia H. wurde zwei Wochen später festgenommen. Mit Fortschreiten der Ermittlungen und Bekanntwerden der finanziellen Schwierigkeiten von Robin und Cornelia H., kamen die Beamten schließlich zu der Überzeugung, dass das Opfer heimtückisch und aus Habgier getötet worden war. Laut einem vom Tagesspiegel zitierten und zum Fall befragten Kriminalitätsforscher könne sich aus Habgier eine „enorme Feindseligkeit“ entwickeln, die zu einer „heimtückischen, schnöden und bösen“ Behandlung des ausgewählten Opfers führen könne. Im Mordfall Christin R. seien die Täter laut einem der Ermittler „extrem abgebrüht, brutal und widerwärtig“ vorgegangen.

## Strafprozess
Die Täter mussten sich ab dem 21. März 2013 vor der 35. großen Strafkammer – Schwurgerichtskammer – des Landgerichts Berlin verantworten. Die Eltern des Opfers traten als Nebenkläger auf. Im Laufe des Prozesses belasteten sich die Angeklagten gegenseitig. Erst das umfassende Geständnis von Tanja L. brachte Aufschluss über den Tathergang. Sie selbst beschrieb sich als „schlichte und leicht zu beeinflussende Frau“, die bereit gewesen sei, alles zu tun, um die Zuneigung von Robin H. zu gewinnen. Als Begründung für ihr Geständnis gab sie an: „Ich wollte die Bilder aus dem Kopf bekommen.“ Die Verteidigerin von Robin H. unterstellte Tanja L. hingegen, ihren „Kopf aus der Schlinge ziehen“ zu wollen. Sie sei eifersüchtig und habgierig gewesen und habe somit selbst Motive für die Tat gehabt. Auch sei sie nicht von Robin H. fremdgesteuert worden, sondern habe ihren Bruder aus eigener Initiative um die Herstellung des Kontakts zu Steven M. gebeten.

### Zeugenaussage von Sabrina S.
Während des Prozesses sorgte die Ladung der damals 43-jährigen Zeugin Sabrina S. für Aufsehen, da Robin H. in der Vergangenheit gegenüber mehreren Personen – darunter auch Christin R. – behauptet hatte, dass S. seine verstorbene Ex-Frau sei. In der Hauptverhandlung sagte S. aus, dass sie H. im Jahr 2009 bei einer Reitveranstaltung in Nordrhein-Westfalen kennengelernt und er sich um ihre Pferde gekümmert habe. Sie sei jedoch offensichtlich weder tot noch jemals mit ihm verheiratet gewesen. Sie bestätigte aber, einen kurzen Flirt mit ihm gehabt zu haben. Die Finanzbuchhalterin beschrieb H. als notorischen Lügner, der dazu neige, sich selbst zu überschätzen und nicht besonders intelligent sei. Er lebe in einer Fantasiewelt, und sie habe ihm geraten, einen Psychologen aufzusuchen, was er jedoch abgelehnt habe. H. sei jedoch auch „zuvorkommend und hilfsbereit“, und sie könne sich nicht vorstellen, dass er zu einer solchen Tat fähig sei. S. hatte sich nach seiner Festnahme um einen Strafverteidiger für H. bemüht, ihm Kleidung besorgt und offene Rechnungen für ihn beglichen. Sie seien freundschaftlich verbunden und hätten vor der Tat fast täglich miteinander telefoniert, H. habe jedoch nie erwähnt, dass er und Christin R. ein Paar gewesen seien, sondern sie nur als seine „Pferdepflegerin“ bezeichnet.

### Urteil
Am 29. Januar 2015 verurteilte das Landgericht Berlin die Angeklagten Robin und Cornelia H. wegen Mordes und zweifachen versuchten Mordes zu lebenslangen Freiheitsstrafen. Die Richter hielten Robin und Cornelia H., zum Zeitpunkt des Urteils 26 und 57 Jahre alt, für „die treibenden Kräfte“ hinter dem Mordkomplott und stellten bei beiden die besondere Schwere der Schuld fest, so dass eine Strafaussetzung der lebenslangen Freiheitsstrafe zur Bewährung nach Ablauf der Mindestverbüßungsdauer von 15 Jahren nicht in Betracht kommt.
Steven M. und Sven L., 24 und 25 Jahre alt, wurden des Mordes bzw. der Anstiftung zum Mord für schuldig befunden und ebenfalls zu lebenslangen Freiheitsstrafen verurteilt. Tanja L., 29 Jahre alt, wurde des Mordes und des versuchten Mordes für schuldig erklärt, aber lediglich zu 14 Jahren und sechs Monaten Freiheitsstrafe verurteilt. Das Gericht sah in ihrem Fall von der Verhängung einer lebenslangen Freiheitsstrafe ab, da sie mit ihrem Geständnis und ihren Aussagen zu den Tatbeiträgen der anderen Angeklagten maßgeblich zur Tataufklärung beigetragen habe. Nach Auffassung des Gerichts sei L. von Robin H. manipuliert und als Werkzeug benutzt worden.
In der Urteilsbegründung hieß es: „Mit ungehemmter Geldgier und kaum zu übertreffender Gefühlskälte wurde ein Menschenleben vernichtet.“ Der Vorsitzende Richter meinte: „Da hatte sich eine Gruppe von normalen, durchschnittlichen, unscheinbaren, Menschen zusammengetan, um ein furchtbares Verbrechen zu begehen […] Mit einem unbedingten Vernichtungswillen, völlig unbeeindruckt von zuvor missglückten Mordversuchen.“

## Dokumentationen
- Es war Mord: Der Fall Christin Rexin. (Fernsehdokumentation, Erstausstrahlung am 27. September 2018 auf RTL)[20]
- Christin und ihre Mörder. (Hörfunkdokumentation, Kulturradio)[21]